# Partisans lituanos
Os Partisans Lituanos (em lituano:  Lietuvos partizanai) eram partisans que travaram uma guerra de guerrilha na Lituânia contra a União Soviética em 1944–1953. Grupos de resistência anti-soviéticos semelhantes, também conhecidos como Irmãos da Floresta e soldados amaldiçoados, lutaram contra o domínio soviético na Estônia, Letônia e Polônia. Um total estimado de 30.000 guerrilheiros lituanos e seus apoiadores foram mortos.  A guerra partisan lituana durou quase uma década, tornando-se assim uma das guerras partidárias mais longas da Europa.
No final da Segunda Guerra Mundial, o Exército Vermelho empurrou a Frente Oriental em direção à Lituânia. Os soviéticos invadiram e ocuparam a Lituânia no final de 1944. À medida que o recrutamento forçado para o Exército Vermelho e a repressão stalinista aumentavam, milhares de lituanos recorreram às florestas do campo como refúgio. Estes grupos espontâneos tornaram-se mais organizados e centralizados, culminando com o estabelecimento da União dos Combatentes pela Liberdade da Lituânia em Fevereiro de 1948. Nos seus documentos, os partisans enfatizaram que o seu objetivo final era a recriação da Lituânia independente. À medida que a guerra partidária continuava, tornou-se claro que o Ocidente não interferiria na Europa Oriental (ver traição ocidental) e os partisans não tinham hipóteses de sucesso contra um adversário muito mais forte. Eventualmente, os partidários tomaram uma decisão explícita e consciente de não aceitar quaisquer novos membros. A liderança dos guerrilheiros foi destruída em 1953, encerrando assim efetivamente a guerra partidária, embora os combatentes individuais tenham resistido até a década de 1960.

## Prelúdio
A Lituânia recuperou a sua independência em 1918 após o colapso do Império Russo. À medida que as tensões pré-guerra aumentavam na Europa, a Alemanha Nazista e a União Soviética assinaram o Pacto Molotov-Ribbentrop e dividiram a Europa Oriental em esferas de influência. Posteriormente, a Lituânia foi ocupada pela União Soviética em junho de 1940. Os soviéticos instituíram políticas de sovietização e repressões. Em junho de 1941, os soviéticos deportaram mais de 17 mil lituanos para a Sibéria, com a maioria dos deportados morrendo nos invernos rigorosos. Quando poucos dias a Alemanha lançou uma invasão da Rússia, os lituanos organizaram uma revolta popular anti-soviética. Inicialmente, os lituanos saudaram os alemães como libertadores do domínio repressivo soviético e fizeram planos para restabelecer a Lituânia independente. No entanto, as atitudes logo mudaram à medida que a ocupação da Lituânia pela Alemanha Nazista continuava.
Ao contrário da Estônia e da Letônia, onde os alemães recrutaram a população local para formações militares na Waffen-SS, a Lituânia boicotou os apelos de recrutamento alemães e nunca teve a sua própria divisão Waffen-SS. Em 1944, as autoridades nazistas autorizaram a Força de Defesa Territorial da Lituânia (LTDF) sob o comando do general Povilas Plechavičius a combater os guerrilheiros soviéticos liderados por Antanas Sniečkus e os guerrilheiros poloneses do Exército da Pátria. O LTDF logo atingiu uma força de 19.500 homens. Os alemães, no entanto, passaram a ver o LTDF como uma ameaça nacionalista ao seu regime de ocupação e os seus quadros superiores foram presos em 15 de maio de 1944. O General Plechavičius foi deportado para o campo de concentração de Salaspils, na Letônia. No entanto, uma grande parte da LTDF conseguiu escapar da deportação para a Alemanha e formou unidades de guerrilha, dissolvidas no campo em preparação para operações partidárias contra o Exército Soviético à medida que a Frente Oriental se aproximava.  
Em 1 de julho de 1944, o Exército da Liberdade da Lituânia (em lituano:  Lietuvos laisvės armija, LLA) declarou estado de guerra contra a União Soviética e ordenou que todos os membros fisicamente aptos se mobilizassem em pelotões estacionados nas florestas e não deixassem a Lituânia. Os departamentos foram substituídos por dois setores – operacional, denominado Vanagai (Falcões; abreviado VS), e organizacional (abreviado OS). Vanagai, comandados por Albinas Karalius (codinome Varenis), eram os combatentes armados enquanto o setor organizacional foi encarregado da resistência passiva, incluindo fornecimento de alimentos, informações e transporte para Vanagai. Em meados de 1944, o Exército da Liberdade da Lituânia contava com 10.000 membros.  Os soviéticos mataram 659 e prenderam 753 membros do Exército da Liberdade da Lituânia até 26 de janeiro de 1945. O fundador Kazys Veverskis foi morto em dezembro de 1944 e sua sede foi liquidada em dezembro de 1945. Isto representou o fracasso da resistência altamente centralizada; a organização dependia muito de Veverskis e de outros comandantes de alto escalão. Em 1946, os restantes líderes e combatentes do LLA começaram a fundir-se com os guerrilheiros lituanos. Em 1949, todos os membros do presidium da União dos Combatentes pela Liberdade da Lituânia – capitão Jonas Žemaitis-Tylius, Petras Bartkus-Žadgaila e Bronius Liesys-Naktis e Juozas Šibaila-Merainis – vieram do LLA. 
O Comitê Supremo para a Libertação da Lituânia (em lituano:  Vyriausiasis Lietuvos išlaisvinimo komitetas, VLIK) foi criada em 25 de novembro de 1943. VLIK publicou jornais clandestinos e fez campanha pela resistência contra os nazistas. A Gestapo prendeu os membros mais influentes em 1944. Após a reocupação da Lituânia pelos soviéticos, a VLIK mudou-se para o Ocidente e estabeleceu como objetivo manter o não reconhecimento da ocupação da Lituânia e a divulgação de informações por trás da Cortina de Ferro - incluindo as informações fornecidas pelos guerrilheiros lituanos.
Ex-membros da Força de Defesa Territorial da Lituânia, do Exército da Liberdade da Lituânia, das Forças Armadas da Lituânia e da União dos Fuzileiros da Lituânia formaram a base dos guerrilheiros lituanos. Agricultores, funcionários lituanos, estudantes, professores e até alunos juntaram-se aos guerrilheiros. O movimento foi apoiado ativamente pela sociedade lituana e pela Igreja Católica. No final de 1945, estimava-se que 30 000 pessoas armadas viviam nas florestas lituanas.

## Organização

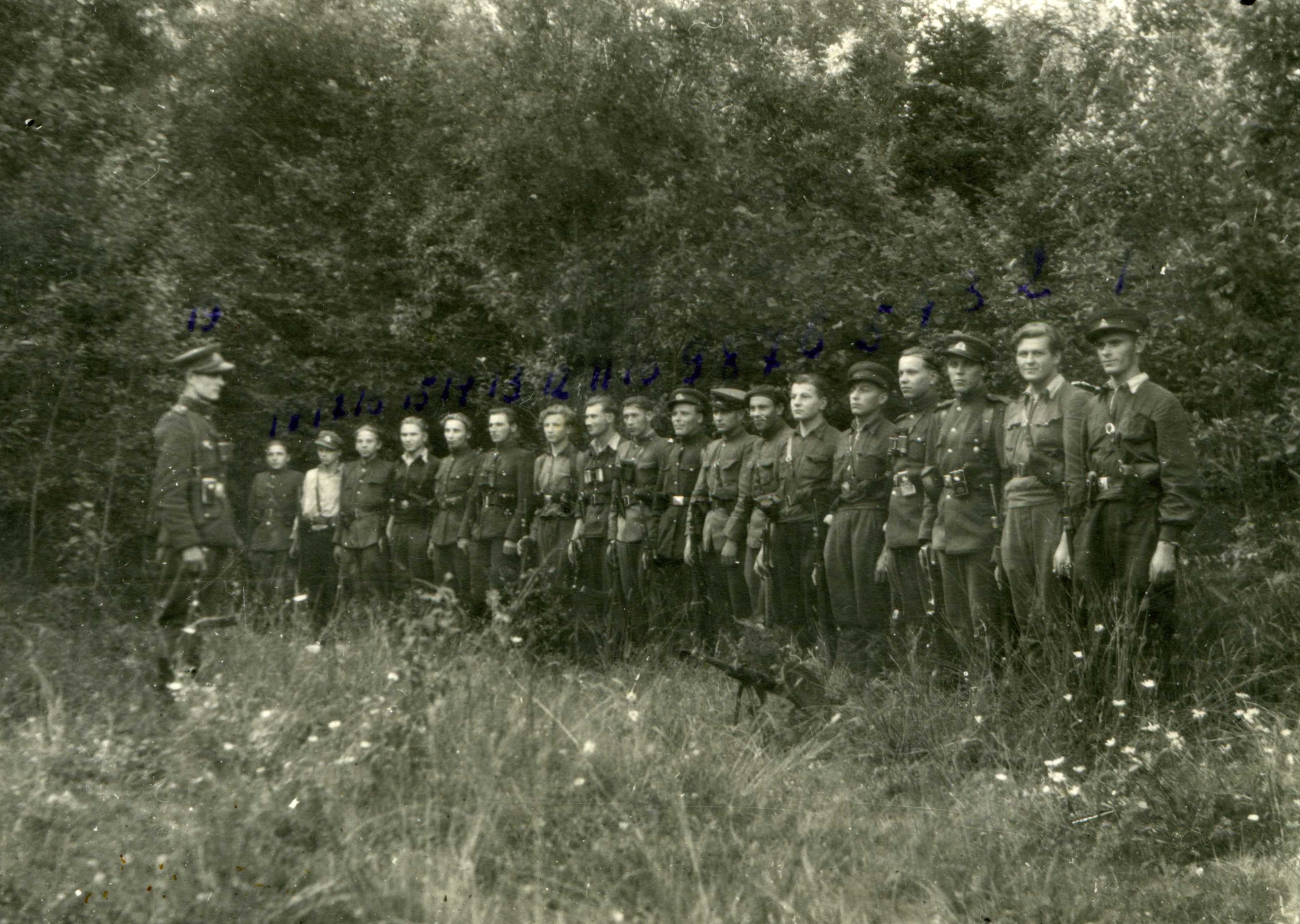
Combatentes da resistência lituana do distrito militar de Dainava.

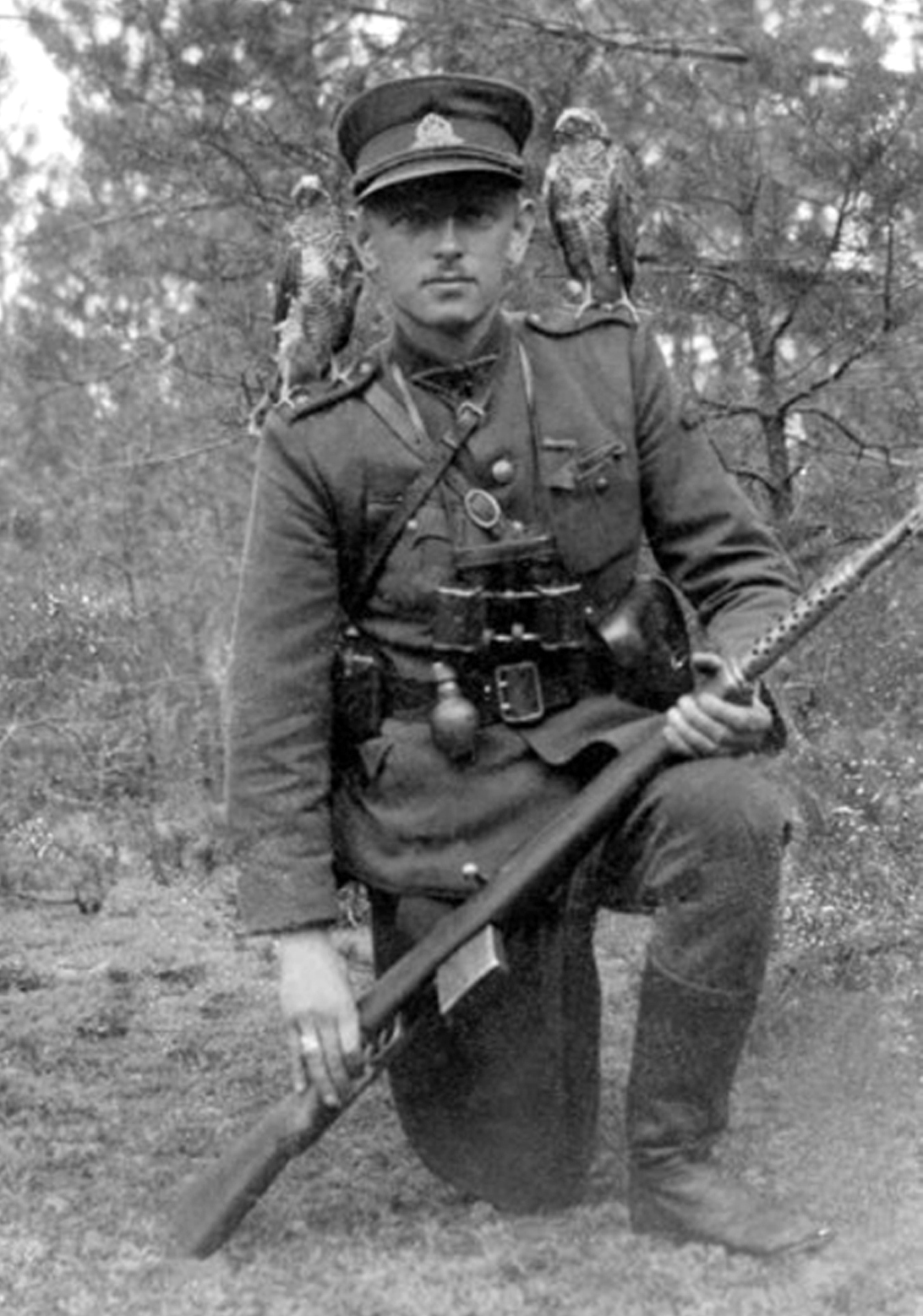
Comandante partisan Adolfas Ramanauskas - Vanagas em 1947

A resistência na Lituânia foi bem organizada e unidades de guerrilha uniformizadas com uma cadeia de comando foram efectivamente capazes de controlar regiões inteiras do campo até 1949. Seus armamentos incluíam canhões Škoda tchecos, metralhadoras pesadas russas Maxim, morteiros variados e uma grande variedade de metralhadoras leves e submetralhadoras, principalmente alemãs e soviéticas.  Quando não estavam em combate direto contra o exército soviético ou contra unidades especiais da NKVD, atrasaram significativamente a consolidação do domínio soviético através de emboscadas, sabotagens, assassinato de ativistas e funcionários comunistas locais, libertação de guerrilheiros presos e impressão de jornais clandestinos.  Os Irmãos da Floresta Lituanos capturados muitas vezes enfrentaram tortura e execução sumária, enquanto seus parentes enfrentaram deportação para a Sibéria. As represálias contra fazendas e aldeias pró-soviéticas foram duras. As unidades do NKVD (conhecidas pelos lituanos como pl. stribai, do russo: istrebiteli – destruidores) usaram uma repressão cruel para desencorajar mais resistência, por exemplo, exibindo os cadáveres dos guerrilheiros executados nos pátios das aldeias. 
Os guerrilheiros estavam bem armados. Durante 1945-1951, as estruturas repressivas soviéticas apreenderam dos guerrilheiros 31 morteiros, 2.921 metralhadoras, 6.304 rifles de assalto, 22.962 rifles, 8.155 pistolas, 15.264 granadas, 2.596 minas e 3.779.133 cartuchos. Os guerrilheiros geralmente reabasteciam seu arsenal matando istrebiteli, membros das forças da polícia secreta soviética ou comprando munição de soldados do Exército Vermelho.  Cada guerrilheiro tinha binóculos e poucas granadas. Geralmente era salva uma granada para explodir a si mesmos e aos seus rostos, a fim de evitar serem feitos prisioneiros, uma vez que as torturas físicas do MGB/NKVD soviético eram muito brutais e cruéis e, sendo reconhecidas, para evitar o sofrimento de seus parentes.

## Resistência armada
| Ano   | Partisans | Soviéticos | Civis pró-soviéticos |
| ----- | --------- | ---------- | -------------------- |
| 1944  | 2 436     | 258        | 258                  |
| 1945  | 9 777     | 3 419      | 447                  |
| 1946  | 2 143     | 2 731      | 493                  |
| 1947  | 1 540     | 2 626      | 299                  |
| 1948  | 1 135     | 1 673      | 256                  |
| 1949  | 1 192     | 1 018      | 338                  |
| 1950  | 635       | 494        | 261                  |
| 1951  | 590       | 292        | 195                  |
| 1952  | 457       | 92         | 62                   |
| 1953  | 198       | 14         | 10                   |
| Total | 20.103    | 12.921     | 2.619                |

### Ascensão: Verão de 1944 – Verão de 1946
No primeiro ano de guerra partidária, cerca de 10.000 lituanos foram mortos – cerca de metade do total de mortes. Os homens evitaram o recrutamento para o Exército Vermelho e esconderam-se nas florestas, juntando-se espontaneamente aos guerrilheiros lituanos. Nem todos os grupos estavam armados ou pretendiam combater activamente os soviéticos. Os grupos partidários eram relativamente grandes, 100 homens ou mais. Houve vários confrontos abertos maiores entre os guerrilheiros e o NKVD, como em Kalniškė, Paliepiai, Seda, Virtukai, Kiauneliškis, Ažagai-Eimuliškis e na aldeia de Panara. Como os soviéticos não tinham estabelecido o controlo, os guerrilheiros controlavam aldeias e cidades inteiras. 
Em julho de 1945, após o fim da Segunda Guerra Mundial, os soviéticos anunciaram uma campanha de “anistia” e “legalização” para aqueles que se escondiam nas florestas para evitar o recrutamento. De acordo com um relatório soviético de 1957, no total 38.838 pessoas se apresentaram no âmbito da campanha (8.350 delas foram classificadas como "bandidos nacionalistas armados" e 30.488 como desertores evitando o recrutamento). 

### Maturidade: Verão de 1946-1948
Na segunda fase da guerra partidária, os grupos partidários tornaram-se menores, mas mais bem organizados. Organizaram-se em unidades e distritos militares e procuraram uma melhor centralização. O território da Lituânia foi dividido em três regiões e nove distritos militares (em lituano:  apygarda): 
- Sul da Lituânia ou Nemunas: distritos de Tauras e Dainava
- Norte-Leste da Lituânia ou Kalnų (Montanhas): distritos de Algimantas, Didžioji Kova, Vytis e Vytautas
- Lituânia Ocidental ou Jūros (Mar): distritos de Kęstutis, Prisikėlimas e Žemaičiai

Os compromissos abertos com o NKVD/MGB foram substituídos por atividades mais clandestinas. Era importante manter o ânimo das pessoas. Portanto, os guerrilheiros se esconderam em bunkers e se envolveram em atividades políticas e de propaganda. Em particular, protestaram e perturbaram as eleições para o Soviete Supremo da União Soviética em Fevereiro de 1946 e para o Soviete Supremo da RSS da Lituânia em Fevereiro de 1947. Eles publicaram boletins, folhetos e jornais. Quase 80 periódicos diferentes foram publicados pelos partidários. O MGB também mudou de tática e começou a recrutar agentes e a organizar batalhões de destruição. Os partidários responderam organizando ações de represália contra colaboradores dos soviéticos. 
Para combater as guerrilhas, em maio de 1948, os soviéticos realizaram a maior deportação da Lituânia, a Operação Primavera, e cerca de quarenta a cinquenta mil pessoas associadas aos "irmãos da floresta" foram deportadas para a Sibéria.

### Declínio: 1949-1953

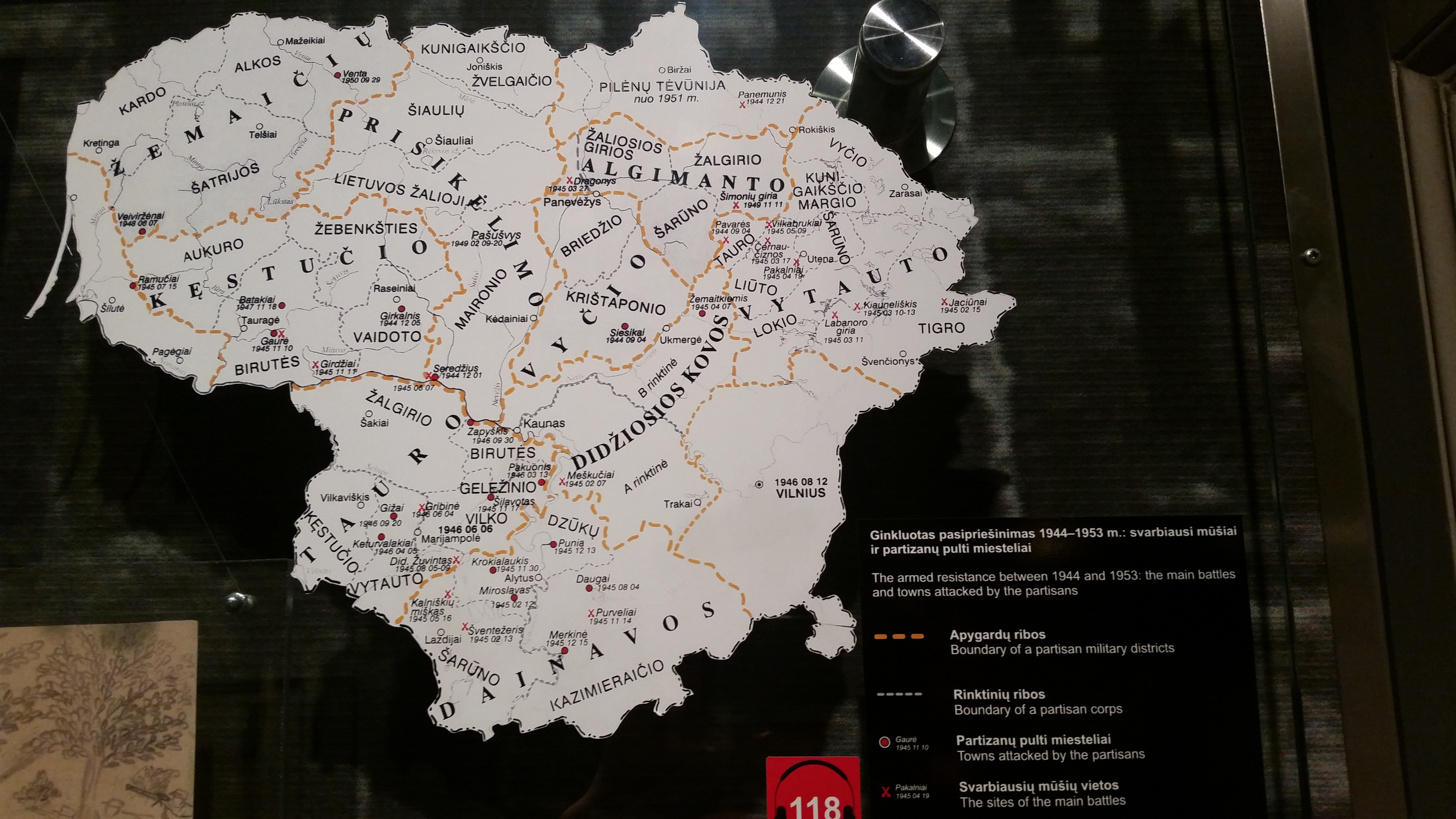
Mapa do Museu das Ocupações e Lutas pela Liberdade indicando áreas de operação partidárias

Em fevereiro de 1949, os líderes partidários reuniram-se na aldeia de Minaičiai e estabeleceram um comando centralizado, a União dos Combatentes pela Liberdade da Lituânia. o Brigadeiro-general Jonas Žemaitis foi eleito presidente. Em 16 de fevereiro de 1949, no 31º aniversário do Ato de Independência da Lituânia, o Estado-Maior Conjunto da União dos Combatentes pela Liberdade da Lituânia assinou uma declaração sobre o futuro da Lituânia afirmando que a Lituânia reintegrada deveria ser um estado democrático que concederia direitos iguais para todos os cidadãos com base na liberdade e nos valores democráticos. Declarou que o Partido Comunista era uma organização criminosa. O documento da declaração sobreviveu e foi preservado pela KGB. Em 1999, o Seimas (parlamento) lituano reconheceu formalmente esta declaração como uma Declaração de Independência.
Juozas Lukša estava entre aqueles que conseguiram escapar para os países ocidentais; ele escreveu suas memórias - Forest Brothers: The Account of an Anti-Soviet Lithuanian Freedom Fighter, 1944–1948 - em Paris, e foi morto após retornar à Lituânia ocupada em 1951. No início da década de 1950, as forças soviéticas tinham erradicado a maior parte da resistência nacionalista lituana. A inteligência recolhida pelos espiões soviéticos no Ocidente e pelos infiltrados do KGB no seio do movimento de resistência, em combinação com as operações soviéticas em grande escala em 1952, conseguiu pôr fim às campanhas contra eles. 
Adolfas Ramanauskas (codinome Vanagas), o último comandante oficial da União dos Combatentes pela Liberdade da Lituânia, foi preso em outubro de 1956 e executado em novembro de 1957. Os últimos combatentes da resistência anti-soviética lituana mortos em combate foram Pranas Končius (codinome Adomas ) e Kostas Liuberskis (codinome Žvainys ). Končius foi morto em 6 de julho de 1965 (algumas fontes dizem que ele se matou com um tiro em 13 de julho para evitar a captura) e recebeu a Cruz de Vytis em 2000. Liuberskis foi morto em 2 de outubro de 1969; seu destino era desconhecido até o final dos anos 2000.  Stasys Guiga (codinome Tarzanas) morreu escondido em 1986. 

## Estrutura
|                               |                               |                               |                               |                               |                               |         |         |                                     |                                     |                                     |                                     |                                     |                                     |                 |                 |                              |                              |                              |                              |                              |                              |            |            |  |  |                            |                            |                            |                            | União dos Combatentes pela Liberdade da Lituânia |                                  |                                  |                                  |                                  |                                  |                             |                             |                             |                             |               |               |  |  |                                |                                |                                |                                |                                |                                |               |               |                              |                              |                              |                              |                                             |                                             |                                             |                                             |                                             |                                             |                           |                           |                           |                           |              |              |                                   |                                   |                                   |                                   |                                   |                                   |  |  |  |  |  |  |  |  |  |  |  |  |  |  |  |  |  |  |  |  |  |  |  |  |  |  |  |  |  |  |  |  |  |  |  |  |  |  |  |  |  |  |  |  |
|                               |                               |                               |                               |                               |                               |         |         |                                     |                                     |                                     |                                     |                                     |                                     |                 |                 |                              |                              |                              |                              |                              |                              |            |            |  |  |                            |                            |                            |                            |                                                  |                                  |                                  |                                  |                                  |                                  |                             |                             |                             |                             |               |               |  |  |                                |                                |                                |                                |                                |                                |               |               |                              |                              |                              |                              |                                             |                                             |                                             |                                             |                                             |                                             |                           |                           |                           |                           |              |              |                                   |                                   |                                   |                                   |                                   |                                   |  |  |  |  |  |  |  |  |  |  |  |  |  |  |  |  |  |  |  |  |  |  |  |  |  |  |  |  |  |  |  |  |  |  |  |  |  |  |  |  |  |  |  |  |
|                               |                               |                               |                               |                               |                               |         |         |                                     |                                     |                                     |                                     |                                     |                                     |                 |                 |                              |                              |                              |                              |                              |                              |            |            |  |  |                            |                            |                            |                            |                                                  |                                  |                                  |                                  |                                  |                                  |                             |                             |                             |                             |               |               |  |  |                                |                                |                                |                                |                                |                                |               |               |                              |                              |                              |                              |                                             |                                             |                                             |                                             |                                             |                                             |                           |                           |                           |                           |              |              |                                   |                                   |                                   |                                   |                                   |                                   |  |  |  |  |  |  |  |  |  |  |  |  |  |  |  |  |  |  |  |  |  |  |  |  |  |  |  |  |  |  |  |  |  |  |  |  |  |  |  |  |  |  |  |  |
|                               |                               |                               |                               |                               |                               |         |         | Região da Lituânia Ocidental (Jūra) | Região da Lituânia Ocidental (Jūra) | Região da Lituânia Ocidental (Jūra) | Região da Lituânia Ocidental (Jūra) | Região da Lituânia Ocidental (Jūra) | Região da Lituânia Ocidental (Jūra) |                 |                 |                              |                              |                              |                              |                              |                              |            |            |  |  |                            |                            |                            |                            | Região Sul da Lituânia (Nemunas)                 | Região Sul da Lituânia (Nemunas) | Região Sul da Lituânia (Nemunas) | Região Sul da Lituânia (Nemunas) | Região Sul da Lituânia (Nemunas) | Região Sul da Lituânia (Nemunas) |                             |                             |                             |                             |               |               |  |  |                                |                                |                                |                                |                                |                                |               |               |                              |                              |                              |                              | Região da Lituânia Oriental (Rei Mindaugas) | Região da Lituânia Oriental (Rei Mindaugas) | Região da Lituânia Oriental (Rei Mindaugas) | Região da Lituânia Oriental (Rei Mindaugas) | Região da Lituânia Oriental (Rei Mindaugas) | Região da Lituânia Oriental (Rei Mindaugas) |                           |                           |                           |                           |              |              |                                   |                                   |                                   |                                   |                                   |                                   |  |  |  |  |  |  |  |  |  |  |  |  |  |  |  |  |  |  |  |  |  |  |  |  |  |  |  |  |  |  |  |  |  |  |  |  |  |  |  |  |  |  |  |  |
|                               |                               |                               |                               |                               |                               |         |         | Região da Lituânia Ocidental (Jūra) | Região da Lituânia Ocidental (Jūra) | Região da Lituânia Ocidental (Jūra) | Região da Lituânia Ocidental (Jūra) | Região da Lituânia Ocidental (Jūra) | Região da Lituânia Ocidental (Jūra) |                 |                 |                              |                              |                              |                              |                              |                              |            |            |  |  |                            |                            |                            |                            | Região Sul da Lituânia (Nemunas)                 | Região Sul da Lituânia (Nemunas) | Região Sul da Lituânia (Nemunas) | Região Sul da Lituânia (Nemunas) | Região Sul da Lituânia (Nemunas) | Região Sul da Lituânia (Nemunas) |                             |                             |                             |                             |               |               |  |  |                                |                                |                                |                                |                                |                                |               |               |                              |                              |                              |                              | Região da Lituânia Oriental (Rei Mindaugas) | Região da Lituânia Oriental (Rei Mindaugas) | Região da Lituânia Oriental (Rei Mindaugas) | Região da Lituânia Oriental (Rei Mindaugas) | Região da Lituânia Oriental (Rei Mindaugas) | Região da Lituânia Oriental (Rei Mindaugas) |                           |                           |                           |                           |              |              |                                   |                                   |                                   |                                   |                                   |                                   |  |  |  |  |  |  |  |  |  |  |  |  |  |  |  |  |  |  |  |  |  |  |  |  |  |  |  |  |  |  |  |  |  |  |  |  |  |  |  |  |  |  |  |  |
|                               |                               |                               |                               |                               |                               |         |         |                                     |                                     |                                     |                                     |                                     |                                     |                 |                 |                              |                              |                              |                              |                              |                              |            |            |  |  |                            |                            |                            |                            |                                                  |                                  |                                  |                                  |                                  |                                  |                             |                             |                             |                             |               |               |  |  |                                |                                |                                |                                |                                |                                |               |               |                              |                              |                              |                              |                                             |                                             |                                             |                                             |                                             |                                             |                           |                           |                           |                           |              |              |                                   |                                   |                                   |                                   |                                   |                                   |  |  |  |  |  |  |  |  |  |  |  |  |  |  |  |  |  |  |  |  |  |  |  |  |  |  |  |  |  |  |  |  |  |  |  |  |  |  |  |  |  |  |  |  |
| Distrito militar de Žemaičiai | Distrito militar de Žemaičiai | Distrito militar de Žemaičiai | Distrito militar de Žemaičiai | Distrito militar de Žemaičiai | Distrito militar de Žemaičiai |         |         | Distrito militar de Prisikėlimas    | Distrito militar de Prisikėlimas    | Distrito militar de Prisikėlimas    | Distrito militar de Prisikėlimas    | Distrito militar de Prisikėlimas    | Distrito militar de Prisikėlimas    |                 |                 | Distrito militar de Kęstutis | Distrito militar de Kęstutis | Distrito militar de Kęstutis | Distrito militar de Kęstutis | Distrito militar de Kęstutis | Distrito militar de Kęstutis |            |            |  |  | Distrito militar de Tauras | Distrito militar de Tauras | Distrito militar de Tauras | Distrito militar de Tauras | Distrito militar de Tauras                       | Distrito militar de Tauras       |                                  |                                  | Distrito militar de Dainava      | Distrito militar de Dainava      | Distrito militar de Dainava | Distrito militar de Dainava | Distrito militar de Dainava | Distrito militar de Dainava |               |               |  |  | Distrito militar de Algimantas | Distrito militar de Algimantas | Distrito militar de Algimantas | Distrito militar de Algimantas | Distrito militar de Algimantas | Distrito militar de Algimantas |               |               | Distrito militar de Vytautas | Distrito militar de Vytautas | Distrito militar de Vytautas | Distrito militar de Vytautas | Distrito militar de Vytautas                | Distrito militar de Vytautas                |                                             |                                             | Distrito militar de Vytis                   | Distrito militar de Vytis                   | Distrito militar de Vytis | Distrito militar de Vytis | Distrito militar de Vytis | Distrito militar de Vytis |              |              | Distrito militar de Didžioji Kova | Distrito militar de Didžioji Kova | Distrito militar de Didžioji Kova | Distrito militar de Didžioji Kova | Distrito militar de Didžioji Kova | Distrito militar de Didžioji Kova |  |  |  |  |  |  |  |  |  |  |  |  |  |  |  |  |  |  |  |  |  |  |  |  |  |  |  |  |  |  |  |  |  |  |  |  |  |  |  |  |  |  |  |  |
| Distrito militar de Žemaičiai | Distrito militar de Žemaičiai | Distrito militar de Žemaičiai | Distrito militar de Žemaičiai | Distrito militar de Žemaičiai | Distrito militar de Žemaičiai |         |         | Distrito militar de Prisikėlimas    | Distrito militar de Prisikėlimas    | Distrito militar de Prisikėlimas    | Distrito militar de Prisikėlimas    | Distrito militar de Prisikėlimas    | Distrito militar de Prisikėlimas    |                 |                 | Distrito militar de Kęstutis | Distrito militar de Kęstutis | Distrito militar de Kęstutis | Distrito militar de Kęstutis | Distrito militar de Kęstutis | Distrito militar de Kęstutis |            |            |  |  | Distrito militar de Tauras | Distrito militar de Tauras | Distrito militar de Tauras | Distrito militar de Tauras | Distrito militar de Tauras                       | Distrito militar de Tauras       |                                  |                                  | Distrito militar de Dainava      | Distrito militar de Dainava      | Distrito militar de Dainava | Distrito militar de Dainava | Distrito militar de Dainava | Distrito militar de Dainava |               |               |  |  | Distrito militar de Algimantas | Distrito militar de Algimantas | Distrito militar de Algimantas | Distrito militar de Algimantas | Distrito militar de Algimantas | Distrito militar de Algimantas |               |               | Distrito militar de Vytautas | Distrito militar de Vytautas | Distrito militar de Vytautas | Distrito militar de Vytautas | Distrito militar de Vytautas                | Distrito militar de Vytautas                |                                             |                                             | Distrito militar de Vytis                   | Distrito militar de Vytis                   | Distrito militar de Vytis | Distrito militar de Vytis | Distrito militar de Vytis | Distrito militar de Vytis |              |              | Distrito militar de Didžioji Kova | Distrito militar de Didžioji Kova | Distrito militar de Didžioji Kova | Distrito militar de Didžioji Kova | Distrito militar de Didžioji Kova | Distrito militar de Didžioji Kova |  |  |  |  |  |  |  |  |  |  |  |  |  |  |  |  |  |  |  |  |  |  |  |  |  |  |  |  |  |  |  |  |  |  |  |  |  |  |  |  |  |  |  |  |
|                               |                               |                               |                               |                               |                               |         |         |                                     |                                     |                                     |                                     |                                     |                                     |                 |                 |                              |                              |                              |                              |                              |                              |            |            |  |  |                            |                            |                            |                            |                                                  |                                  |                                  |                                  |                                  |                                  |                             |                             |                             |                             |               |               |  |  |                                |                                |                                |                                |                                |                                |               |               |                              |                              |                              |                              |                                             |                                             |                                             |                                             |                                             |                                             |                           |                           |                           |                           |              |              |                                   |                                   |                                   |                                   |                                   |                                   |  |  |  |  |  |  |  |  |  |  |  |  |  |  |  |  |  |  |  |  |  |  |  |  |  |  |  |  |  |  |  |  |  |  |  |  |  |  |  |  |  |  |  |  |
|                               |                               | Alka                          | Alka                          | Alka                          | Alka                          | Alka    | Alka    |                                     |                                     | Maironis                            | Maironis                            | Maironis                            | Maironis                            | Maironis        | Maironis        |                              |                              | Vaidotas                     | Vaidotas                     | Vaidotas                     | Vaidotas                     | Vaidotas   | Vaidotas   |  |  |                            |                            | Vytautas                   | Vytautas                   | Vytautas                                         | Vytautas                         | Vytautas                         | Vytautas                         |                                  |                                  | Dzūkas                      | Dzūkas                      | Dzūkas                      | Dzūkas                      | Dzūkas        | Dzūkas        |  |  |                                |                                | Žalioji                        | Žalioji                        | Žalioji                        | Žalioji                        | Žalioji       | Žalioji       |                              |                              | Tigras                       | Tigras                       | Tigras                                      | Tigras                                      | Tigras                                      | Tigras                                      |                                             |                                             | Krikštaponis              | Krikštaponis              | Krikštaponis              | Krikštaponis              | Krikštaponis | Krikštaponis |                                   |                                   |                                   |                                   |                                   |                                   |  |  |  |  |  |  |  |  |  |  |  |  |  |  |  |  |  |  |  |  |  |  |  |  |  |  |  |  |  |  |  |  |  |  |  |  |  |  |  |  |  |  |  |  |
|                               |                               | Alka                          | Alka                          | Alka                          | Alka                          | Alka    | Alka    |                                     |                                     | Maironis                            | Maironis                            | Maironis                            | Maironis                            | Maironis        | Maironis        |                              |                              | Vaidotas                     | Vaidotas                     | Vaidotas                     | Vaidotas                     | Vaidotas   | Vaidotas   |  |  |                            |                            | Vytautas                   | Vytautas                   | Vytautas                                         | Vytautas                         | Vytautas                         | Vytautas                         |                                  |                                  | Dzūkas                      | Dzūkas                      | Dzūkas                      | Dzūkas                      | Dzūkas        | Dzūkas        |  |  |                                |                                | Žalioji                        | Žalioji                        | Žalioji                        | Žalioji                        | Žalioji       | Žalioji       |                              |                              | Tigras                       | Tigras                       | Tigras                                      | Tigras                                      | Tigras                                      | Tigras                                      |                                             |                                             | Krikštaponis              | Krikštaponis              | Krikštaponis              | Krikštaponis              | Krikštaponis | Krikštaponis |                                   |                                   |                                   |                                   |                                   |                                   |  |  |  |  |  |  |  |  |  |  |  |  |  |  |  |  |  |  |  |  |  |  |  |  |  |  |  |  |  |  |  |  |  |  |  |  |  |  |  |  |  |  |  |  |
|                               |                               |                               |                               |                               |                               |         |         |                                     |                                     |                                     |                                     |                                     |                                     |                 |                 |                              |                              |                              |                              |                              |                              |            |            |  |  |                            |                            |                            |                            |                                                  |                                  |                                  |                                  |                                  |                                  |                             |                             |                             |                             |               |               |  |  |                                |                                |                                |                                |                                |                                |               |               |                              |                              |                              |                              |                                             |                                             |                                             |                                             |                                             |                                             |                           |                           |                           |                           |              |              |                                   |                                   |                                   |                                   |                                   |                                   |  |  |  |  |  |  |  |  |  |  |  |  |  |  |  |  |  |  |  |  |  |  |  |  |  |  |  |  |  |  |  |  |  |  |  |  |  |  |  |  |  |  |  |  |
|                               |                               | Šatrija                       | Šatrija                       | Šatrija                       | Šatrija                       | Šatrija | Šatrija |                                     |                                     | Duke Žvelgaitis                     | Duke Žvelgaitis                     | Duke Žvelgaitis                     | Duke Žvelgaitis                     | Duke Žvelgaitis | Duke Žvelgaitis |                              |                              | Birutė                       | Birutė                       | Birutė                       | Birutė                       | Birutė     | Birutė     |  |  |                            |                            | Žalgiris                   | Žalgiris                   | Žalgiris                                         | Žalgiris                         | Žalgiris                         | Žalgiris                         |                                  |                                  | Šarūnas                     | Šarūnas                     | Šarūnas                     | Šarūnas                     | Šarūnas       | Šarūnas       |  |  |                                |                                | Šarūnas                        | Šarūnas                        | Šarūnas                        | Šarūnas                        | Šarūnas       | Šarūnas       |                              |                              | Liūtas                       | Liūtas                       | Liūtas                                      | Liūtas                                      | Liūtas                                      | Liūtas                                      |                                             |                                             | Briedis                   | Briedis                   | Briedis                   | Briedis                   | Briedis      | Briedis      |                                   |                                   |                                   |                                   |                                   |                                   |  |  |  |  |  |  |  |  |  |  |  |  |  |  |  |  |  |  |  |  |  |  |  |  |  |  |  |  |  |  |  |  |  |  |  |  |  |  |  |  |  |  |  |  |
|                               |                               | Šatrija                       | Šatrija                       | Šatrija                       | Šatrija                       | Šatrija | Šatrija |                                     |                                     | Duke Žvelgaitis                     | Duke Žvelgaitis                     | Duke Žvelgaitis                     | Duke Žvelgaitis                     | Duke Žvelgaitis | Duke Žvelgaitis |                              |                              | Birutė                       | Birutė                       | Birutė                       | Birutė                       | Birutė     | Birutė     |  |  |                            |                            | Žalgiris                   | Žalgiris                   | Žalgiris                                         | Žalgiris                         | Žalgiris                         | Žalgiris                         |                                  |                                  | Šarūnas                     | Šarūnas                     | Šarūnas                     | Šarūnas                     | Šarūnas       | Šarūnas       |  |  |                                |                                | Šarūnas                        | Šarūnas                        | Šarūnas                        | Šarūnas                        | Šarūnas       | Šarūnas       |                              |                              | Liūtas                       | Liūtas                       | Liūtas                                      | Liūtas                                      | Liūtas                                      | Liūtas                                      |                                             |                                             | Briedis                   | Briedis                   | Briedis                   | Briedis                   | Briedis      | Briedis      |                                   |                                   |                                   |                                   |                                   |                                   |  |  |  |  |  |  |  |  |  |  |  |  |  |  |  |  |  |  |  |  |  |  |  |  |  |  |  |  |  |  |  |  |  |  |  |  |  |  |  |  |  |  |  |  |
|                               |                               |                               |                               |                               |                               |         |         |                                     |                                     |                                     |                                     |                                     |                                     |                 |                 |                              |                              |                              |                              |                              |                              |            |            |  |  |                            |                            |                            |                            |                                                  |                                  |                                  |                                  |                                  |                                  |                             |                             |                             |                             |               |               |  |  |                                |                                |                                |                                |                                |                                |               |               |                              |                              |                              |                              |                                             |                                             |                                             |                                             |                                             |                                             |                           |                           |                           |                           |              |              |                                   |                                   |                                   |                                   |                                   |                                   |  |  |  |  |  |  |  |  |  |  |  |  |  |  |  |  |  |  |  |  |  |  |  |  |  |  |  |  |  |  |  |  |  |  |  |  |  |  |  |  |  |  |  |  |
|                               |                               | Kardas                        | Kardas                        | Kardas                        | Kardas                        | Kardas  | Kardas  |                                     |                                     | Juozapavičius                       | Juozapavičius                       | Juozapavičius                       | Juozapavičius                       | Juozapavičius   | Juozapavičius   |                              |                              | Butigeidis                   | Butigeidis                   | Butigeidis                   | Butigeidis                   | Butigeidis | Butigeidis |  |  |                            |                            | Geležinis vilkas           | Geležinis vilkas           | Geležinis vilkas                                 | Geležinis vilkas                 | Geležinis vilkas                 | Geležinis vilkas                 |                                  |                                  | Kazimieraitis               | Kazimieraitis               | Kazimieraitis               | Kazimieraitis               | Kazimieraitis | Kazimieraitis |  |  |                                |                                | Duke Margiris                  | Duke Margiris                  | Duke Margiris                  | Duke Margiris                  | Duke Margiris | Duke Margiris |                              |                              | Lokys                        | Lokys                        | Lokys                                       | Lokys                                       | Lokys                                       | Lokys                                       |                                             |                                             |                           |                           |                           |                           |              |              |                                   |                                   |                                   |                                   |                                   |                                   |  |  |  |  |  |  |  |  |  |  |  |  |  |  |  |  |  |  |  |  |  |  |  |  |  |  |  |  |  |  |  |  |  |  |  |  |  |  |  |  |  |  |  |  |
|                               |                               | Kardas                        | Kardas                        | Kardas                        | Kardas                        | Kardas  | Kardas  |                                     |                                     |                                     | Juozapavičius                       | Juozapavičius                       | Juozapavičius                       | Juozapavičius   | Juozapavičius   |                              |                              | Butigeidis                   | Butigeidis                   | Butigeidis                   | Butigeidis                   | Butigeidis | Butigeidis |  |  |                            |                            | Geležinis vilkas           | Geležinis vilkas           | Geležinis vilkas                                 | Geležinis vilkas                 | Geležinis vilkas                 | Geležinis vilkas                 |                                  |                                  | Kazimieraitis               | Kazimieraitis               | Kazimieraitis               | Kazimieraitis               | Kazimieraitis | Kazimieraitis |  |  |                                |                                | Duke Margiris                  | Duke Margiris                  | Duke Margiris                  | Duke Margiris                  | Duke Margiris | Duke Margiris |                              |                              | Lokys                        | Lokys                        | Lokys                                       | Lokys                                       | Lokys                                       | Lokys                                       |                                             |                                             |                           |                           |                           |                           |              |              |                                   |                                   |                                   |                                   |                                   |                                   |  |  |  |  |  |  |  |  |  |  |  |  |  |  |  |  |  |  |  |  |  |  |  |  |  |  |  |  |  |  |  |  |  |  |  |  |  |  |  |  |  |  |  |  |
|                               |                               |                               |                               |                               |                               |         |         |                                     |                                     |                                     |                                     |                                     |                                     |                 |                 |                              |                              |                              |                              |                              |                              |            |            |  |  |                            |                            |                            |                            |                                                  |                                  |                                  |                                  |                                  |                                  |                             |                             |                             |                             |               |               |  |  |                                |                                |                                |                                |                                |                                |               |               |                              |                              |                              |                              |                                             |                                             |                                             |                                             |                                             |                                             |                           |                           |                           |                           |              |              |                                   |                                   |                                   |                                   |                                   |                                   |  |  |  |  |  |  |  |  |  |  |  |  |  |  |  |  |  |  |  |  |  |  |  |  |  |  |  |  |  |  |  |  |  |  |  |  |  |  |  |  |  |  |  |  |
|                               |                               |                               |                               |                               |                               |         |         |                                     |                                     | Lietuvos žalioji                    |                                     |                                     |                                     |                 |                 |                              |                              |                              |                              |                              |                              |            |            |  |  |                            |                            |                            |                            |                                                  |                                  |                                  |                                  |                                  |                                  |                             |                             |                             |                             |               |               |  |  |                                |                                |                                |                                |                                |                                |               |               |                              |                              |                              |                              |                                             |                                             |                                             |                                             |                                             |                                             |                           |                           |                           |                           |              |              |                                   |                                   |                                   |                                   |                                   |                                   |  |  |  |  |  |  |  |  |  |  |  |  |  |  |  |  |  |  |  |  |  |  |  |  |  |  |  |  |  |  |  |  |  |  |  |  |  |  |  |  |  |  |  |  |
|                               |                               |                               |                               |                               |                               |         |         |                                     |                                     |                                     |                                     |                                     |                                     |                 |                 |                              |                              |                              |                              |                              |                              |            |            |  |  |                            |                            |                            |                            |                                                  |                                  |                                  |                                  |                                  |                                  |                             |                             |                             |                             |               |               |  |  |                                |                                |                                |                                |                                |                                |               |               |                              |                              |                              |                              |                                             |                                             |                                             |                                             |                                             |                                             |                           |                           |                           |                           |              |              |                                   |                                   |                                   |                                   |                                   |                                   |  |  |  |  |  |  |  |  |  |  |  |  |  |  |  |  |  |  |  |  |  |  |  |  |  |  |  |  |  |  |  |  |  |  |  |  |  |  |  |  |  |  |  |  |

## Consequências, memoriais e lembranças

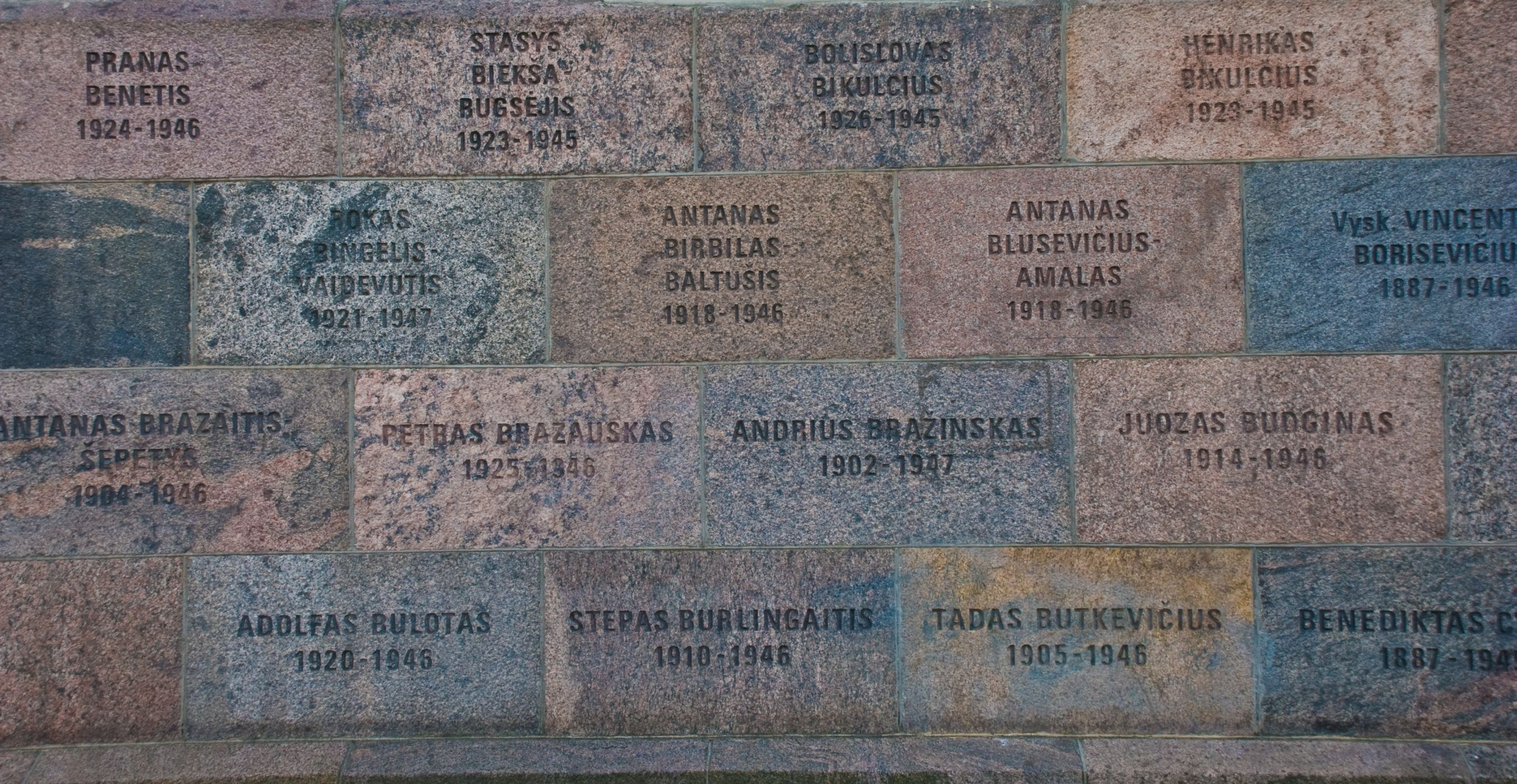
Parede da antiga sede da KGB em Vilnius com inscrições de nomes dos torturados e mortos em seu porão (hoje Museu das Ocupações e Lutas pela Liberdade).

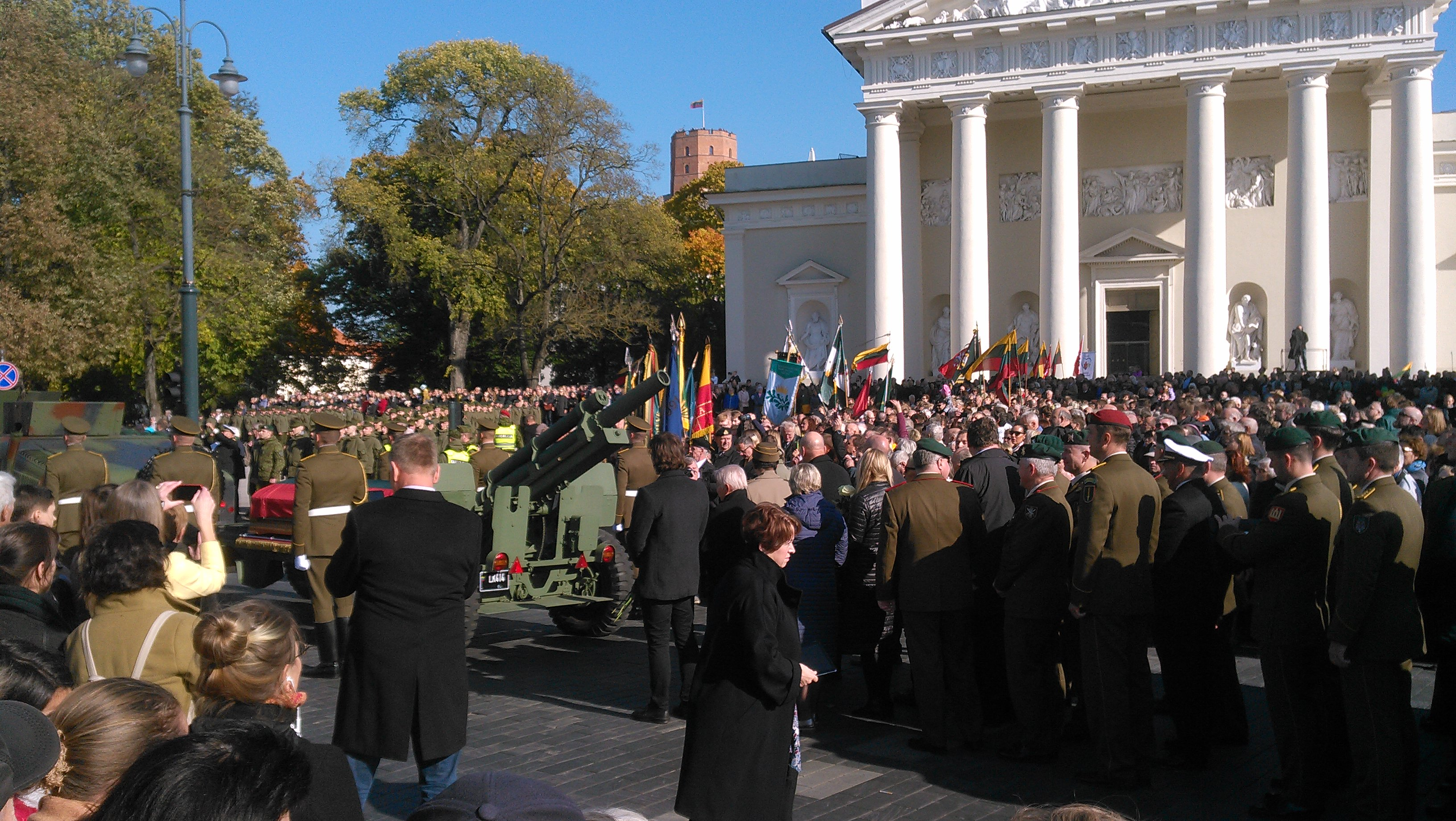
Funeral de estado do comandante guerrilheiro lituano Adolfas Ramanauskas-Vanagas (1918–1957), 2018

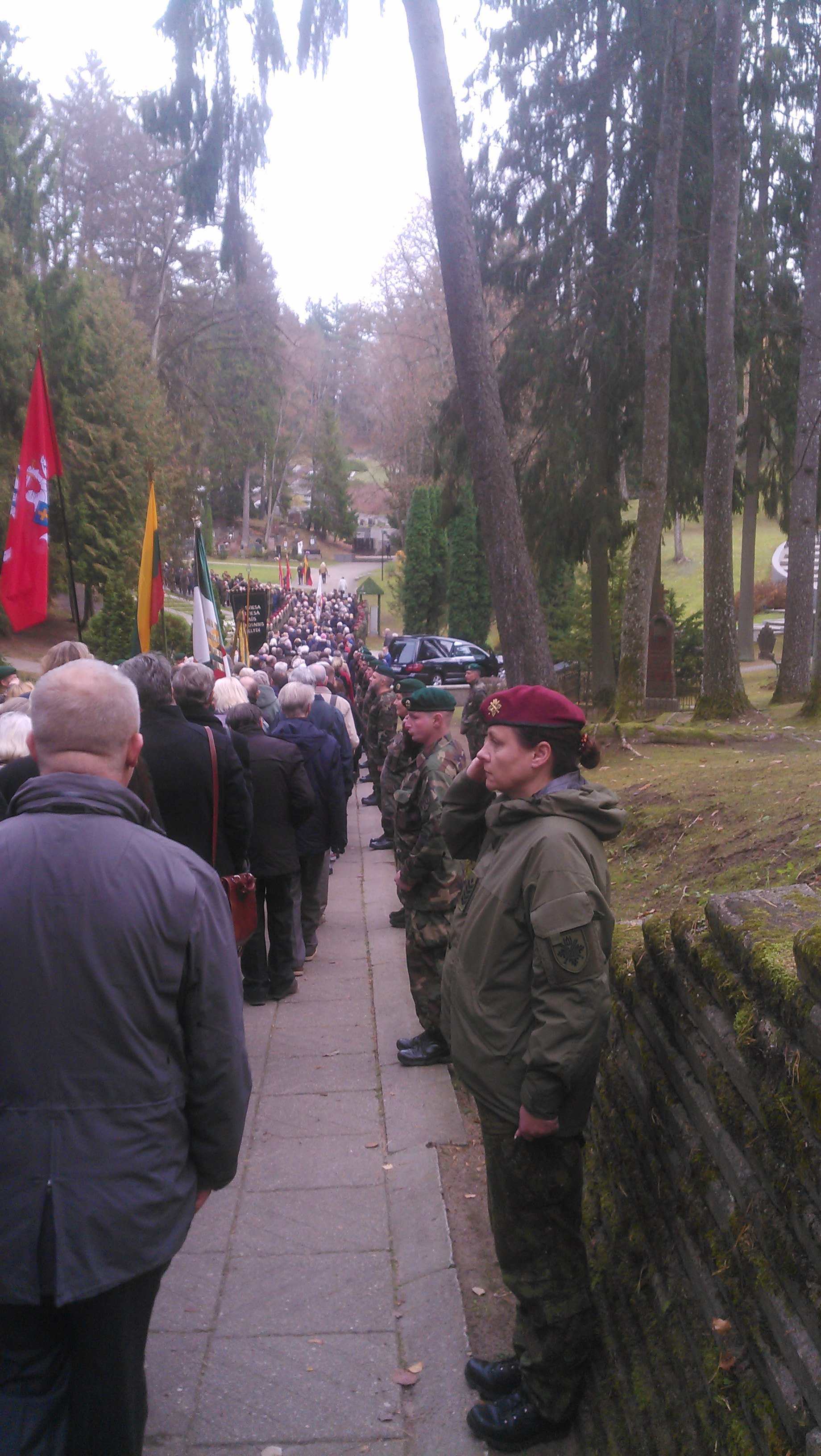
Funeral de estado do último partisan anti-soviético lituano A. Kraujelis-Siaubūnas (1928–1965), 2019

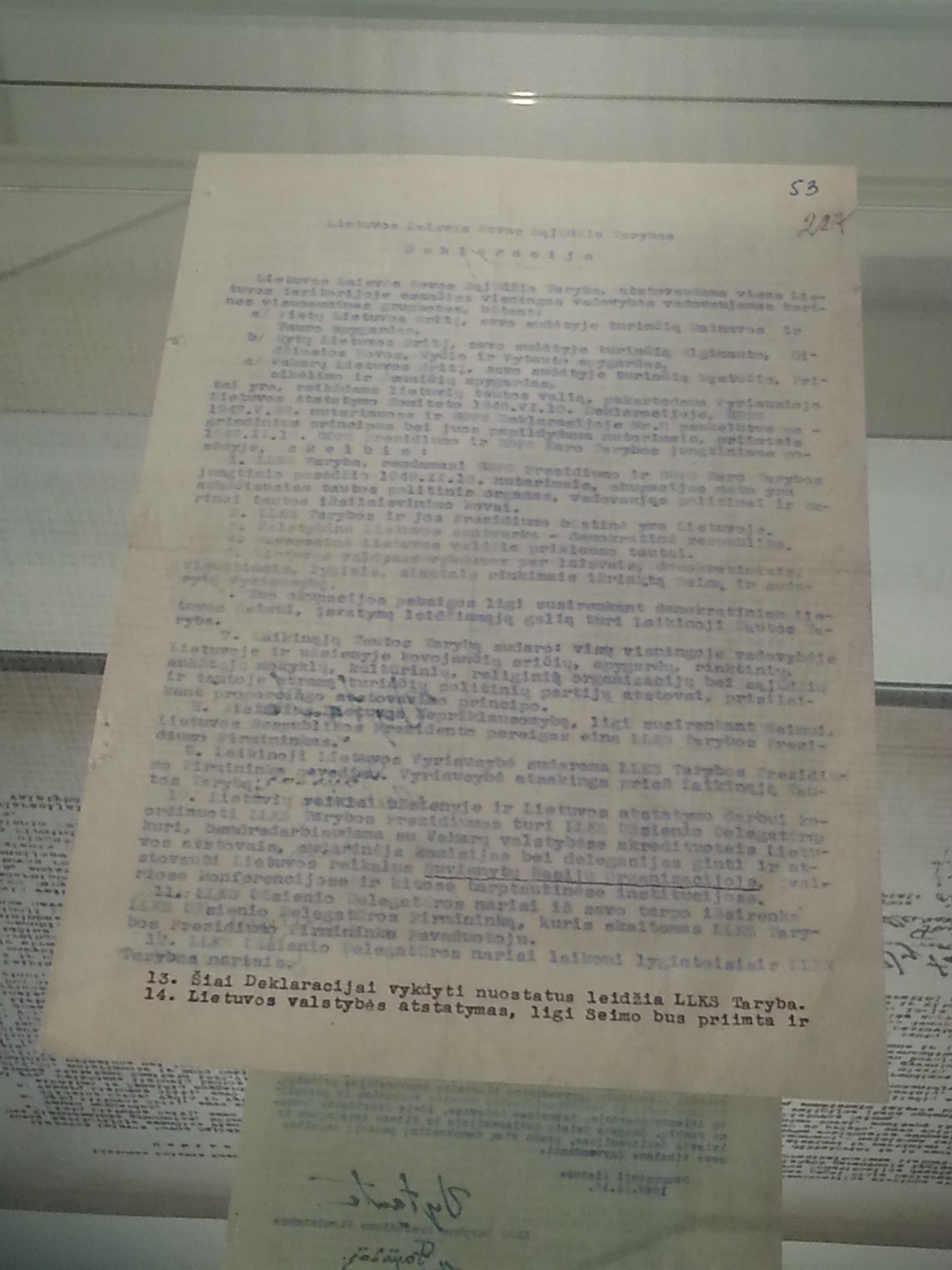
Declaração dos Partisans Lituanos de 16 de fevereiro de 1949, exibida em 2019

Muitos partidários nacionalistas persistiram na esperança de que as hostilidades da Guerra Fria entre o Ocidente, que nunca reconheceu formalmente a ocupação soviética, e a União Soviética pudessem evoluir para um conflito armado em que a Lituânia seria libertada. Isto nunca se materializou, e muitos dos antigos partidários sobreviventes permaneceram ressentidos pelo facto de o Ocidente não ter enfrentado militarmente os soviéticos. 
Como o conflito foi relativamente não documentado pela União Soviética (os combatentes lituanos nunca foram formalmente reconhecidos como nada além de "bandidos e ilegais"), alguns consideram-no e o conflito soviético-lituano como um todo é uma guerra desconhecida ou esquecida.    A discussão sobre a resistência foi suprimida durante o regime soviético. Os escritos dos emigrantes lituanos sobre o assunto foram frequentemente rotulados pela propaganda soviética como exemplos de "simpatia étnica" e desconsiderados. 
Na Lituânia, os veteranos que lutam pela liberdade recebem uma pensão do Estado. O terceiro domingo de maio é comemorado como o Dia dos Partisans. Em 2005, havia cerca de 350 guerrilheiros sobreviventes na Lituânia. 
Žaliukas ("Homem Verde") é o patch de qualificação de inspiração partisan lituana nas Forças de Operações Especiais da Lituânia que recebeu o melhor. Žaliukas é a palavra para o estado de alerta da parte inflexível da nação face ao perigo. 

### Avaliação jurídica
Os tribunais lituanos consideram as repressões soviéticas contra os guerrilheiros lituanos como crimes contra a humanidade. Em 2016, o Supremo Tribunal da Lituânia decidiu que o extermínio sistemático dos guerrilheiros pelo regime soviético constituía um genocídio.  Em 2019, o Tribunal Europeu dos Direitos Humanos confirmou a opinião dos tribunais nacionais de que estas repressões soviéticas poderiam ser consideradas genocídio. 

### Dramatizações
O filme de 1966 Niekas nenorėjo mirti do diretor de cinema soviético-lituano Vytautas Žalakevičius mostra a tragédia do conflito "irmão contra irmão". Apesar de ser uma propaganda filmada a partir de uma perspectiva soviética, o filme alude à possibilidade de pontos de vista alternativos. O filme foi aclamado por Žalakevičius e por vários jovens atores lituanos que estrelaram o filme. 
O filme de 2004 Vienui Vieni retrata as dificuldades do líder partidário lituano Juozas Lukša, que viajou duas vezes para a Europa Ocidental na tentativa de obter apoio para a resistência armada. 
O documentário Stirna de 2005 conta a história de Izabelė Vilimaitė (codinomes Stirna e Sparnuota), uma lituana nascida nos Estados Unidos que se mudou para a Lituânia com sua família em 1932. Estudante de medicina e farmacêutica, ela era médica clandestina e fonte de suprimentos médicos para os guerrilheiros, tornando-se eventualmente uma ligação distrital. Ela se infiltrou no Komsomol local (Juventude Comunista), foi descoberta e capturada duas vezes e escapou. Depois de passar à clandestinidade em tempo integral, ela era suspeita de ter sido transformada em informante pela KGB e quase foi executada pelos guerrilheiros. Seu bunker foi finalmente descoberto pela KGB e ela foi capturada pela terceira vez, interrogada e morta. 
Em 2008, um documentário americano, Red Terror on the Amber Coast foi lançado, documentando a resistência lituana à ocupação soviética desde a assinatura do Pacto Molotov-Ribbentrop em 1939 até a dissolução da União Soviética em 1991. 
Em 2014, The Invisible Front, um documentário com foco em Juozas Lukša, foi lançado nos EUA. 
Em 2021, o compositor e produtor islandês Ólafur Arnalds lançou uma faixa intitulada Partisans, homenageando a resistência partidária lituana. 